# Team Visma-Lease a Bike

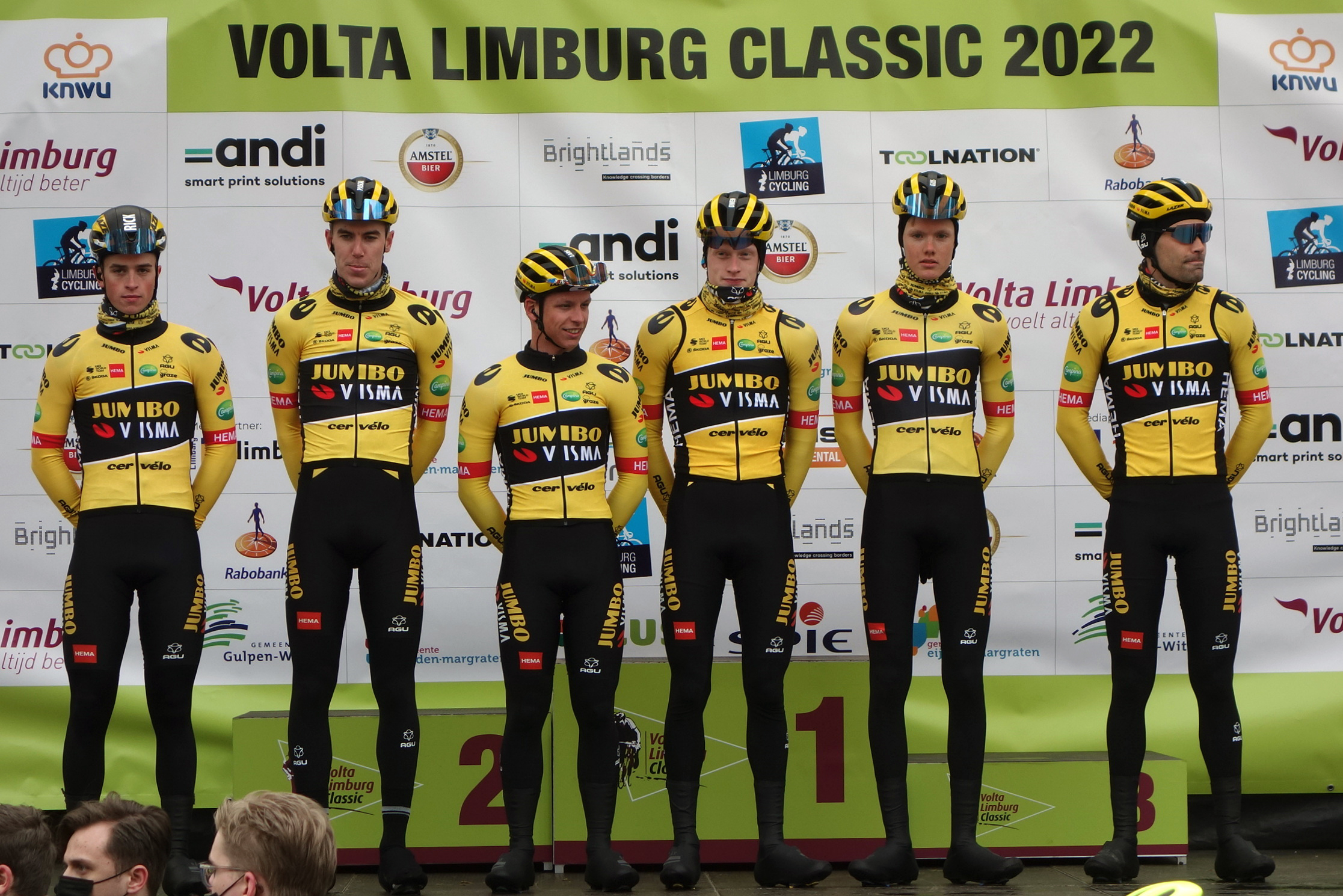
Team Jumbo-Visma 2022.

Team Visma | Lease a Bike is een Nederlandse wielerploeg die actief is als World Tour-team.

## Geschiedenis

### Peter Post & Jan Raas
De wielerploeg kent haar oorsprong in de breuk tussen Peter Post en Jan Raas bij de succesvolle Nederlandse wielerploeg TI-Raleigh in 1983. Raas ging verder met een eigen ploeg onder de naam Kwantum Hallen-Yoko (1984-1986), die vervolgens als Superconfex-Yoko (1987-1989), Buckler (1990-1992), WordPerfect (1993-1994) en Novell (1995) reed.

### Rabobank-team
De Rabobank wielerploeg werd in 1996 opgericht, als opvolger van Novell, en is opgericht als onderdeel van het zogenaamde "Rabobank Wielerplan" waarin niet alleen de profploeg een rol speelt maar met name ook aandacht voor de ontwikkeling van nieuwe talenten bestaat. De ploeg werd opgericht door sportief directeur Jan Raas. Die zocht naar een nieuwe hoofdsponsor nadat zijn team in 1995 in geldnood was geraakt. De bank en Raas tekenden medio 1995 een overeenkomst. Ploegleiders werden Theo de Rooij en assistenten Joop Zoetemelk en Adri van Houwelingen.
Jan Raas nam enkele toppers mee van de Novell wielerploeg, waaronder Vjatseslav Jekimov en Edwig Van Hooydonck, evenals jonge talenten als Michael Boogerd, Léon van Bon en Erik Dekker. De bank investeerde 10 miljoen gulden in het hele wielerplan, waarvan 7 werden uitgetrokken voor de profploeg. Daarmee werden kopstukken als Erik Breukink, Rolf Sörensen en Johan Bruyneel binnengehaald. Koos Moerenhout en Robbie McEwen maakten hun profdebuut. Tot vreugde van Raas zegde Rabobankdirecteur Herman Wijffels ook miljoenen toe om te besteden aan jeugdontwikkeling, zodat het project breed opgezet het hele Nederlandse wielrennen naar een hoger plan zou kunnen tillen. Frans Maassen werd aangetrokken om een juniorenploeg te leiden. Hij stoomde jonge talenten klaar voor de overstap naar de amateurploeg, geleid door Nico Verhoeven. Vanuit dit team maakten vele renners later weer de stap naar de profs.
In 1999 werd het Rabo Wielerplan 2000 onverwacht verlengd tot 2003. De doelstelling om binnen enkele jaren tot de vijf beste ploegen van de wereld te horen, was namelijk al geslaagd. Vanuit een soortgelijke tevredenheid verlengde de sponsor het contract daarna nog enkele malen, met wel steeds hogere doelen. Bij de aankondiging van de verlenging in 2001 werd gespeculeerd over het halen van de 'hoofdprijs': het winnen van de Tour de France. In dat kader moet ook de aankoop van de Amerikaanse ronderenner Levi Leipheimer worden gezien.
Binnen Rabobank Wielerploegen BV werd de sponsoring uitgebreid met het Development Team in 2002, het Rabobank-Giant Offroad Team in 2010 en de vrouwenploeg rond Marianne Vos in 2012.
Met steeds verder groeiende verwachtingen kon een tegenvallend jaar niet uitblijven. In 2003 werden er te weinig grote, aansprekende wedstrijden gewonnen, en beleefde de ploeg een dramatische Tour. De sponsor kondigde een "grondige evaluatie" aan.. Eind 2003 kwam een einde aan de samenwerking tussen Raas en de Raboploeg.
De rol van ploegdirecteur werd sinds 2004 door Theo de Rooij vervuld; als ploegleider werd oud-wielrenner Erik Breukink aangetrokken. Eind 2004 werd ook de rechtspersoon van de ploeg die jarenlang aan Jan Raas gelieerd was, ontbonden. De 'Stichting Professional Cycling Promotion' werd vervangen door 'Rabo Wielerploegen BV', met de Coöperatieve Centrale Raiffeisen-Boerenleenbank BA ('Rabobank Nederland') als enig aandeelhouder. In januari 2007 werd het contract opnieuw verlengd, net als in december 2010: de Raboploeg zal tot eind 2016 in het peloton te vinden zijn. De jaarlijkse sponsorbijdrage was in de loop der jaren gestegen tot 15 miljoen euro voor het profteam.
Tijdens de Ronde van Frankrijk in 2007 reed Raborenner Michael Rasmussen negen dagen in de gele trui. Op 25 juli werd Rasmussen op staande voet ontslagen wegens overtreden van de interne regels, en uit de Tour gezet. De Rabobank verklaarde daarop de wielerploeg te blijven steunen. Theo de Rooij is na de Tour van 2007 op 3 augustus gestopt als manager. Hij werd toen opgevolgd door Henri van der Aat. Per 1 maart 2008 was Harold Knebel de algemeen directeur van de Rabobank Wielerploegen.
Vanaf 2010 werd Erik Breukink sportief directeur bij de ploeg en kwam de ploegleiding in handen van Adri van Houwelingen, Frans Maassen, Erik Dekker, Jan Boven en Nico Verhoeven. Het management bestond uit Harold Knebel, Luuc Eisenga, Mark van de Camp, Igor Dekkers en Ellen Bos. Voorzitter van de raad van commissarissen was Margo Vliegenthart. Namens de bank was Heleen Crielaard hoofd sponsoring.
Op 19 oktober 2012 maakte Rabobank bekend per 31 december 2012 met de sponsoring te stoppen. Dit vanwege alle dopingperikelen in de wielersport. Rabobank deed de toezegging haar financiële verplichtingen na te komen, maar zonder naamsvermelding. Geert Leinders, voormalig sportarts bij de wielerploeg Rabobank, is door de Amerikaanse sportrechtbank AAA voor het leven geschorst. Het onderzoek naar hem startte in 2012 en bevat informatie over het verstrekken van onder meer epo, bloedtransfusies en testosteron.

### Blanco & Belkin
Het team bleef bestaan, in eerste instantie als "White Label"-ploeg.
Op 13 december werd bekendgemaakt dat de ploeg verderging onder de naam Blanco Pro Cycling Team. Richard Plugge werd aangesteld als de nieuwe algemeen directeur. Hij volgde per 1 januari 2013 Harold Knebel op. De eerste helft van het wielerseizoen in 2013 reed de ploeg onder de naam Blanco Pro Cycling. Op 24 juni 2013 werd tijdens de presentatie van de Tourploeg bekend dat de Amerikaanse producent van computerhardware en randapparatuur Belkin per direct de sponsor van de ploeg werd en dat het tenue groen-wit-zwart werd.
Op 24 juli 2013, drie dagen na het einde van de Ronde van Frankrijk 2013, werd door een Franse senaatscommissie bekendgemaakt dat een aantal wielrenners uit de Tour van '98 epo hadden gebruikt. Ook ploegleider Jeroen Blijlevens stond op deze lijst, zo bevestigde de wielerploeg. Blijlevens had bij zijn aantreden een verklaring getekend nooit met doping in aanraking te zijn gekomen. Om deze reden werd Blijlevens op 25 juli door Belkin ontslagen.

### Team LottoNL-Jumbo
In juni 2014 werd bekend dat Belkin eind 2014 zou stoppen met het sponsoren van de wielerploeg. Op 20 juli maakte de ploeg bekend een samenwerking te zijn aangegaan met de Brand Loyalty-schaatsploeg. Een dag later kwam de ploeg met het nieuws dat de Nederlandse Lotto deze sportcombinatie hoogstwaarschijnlijk zal gaan sponsoren. Volgens teammanager Richard Plugge was men dit al deels van plan voordat bekend werd dat Belkin zou stoppen. Op 29 september werd het contract tussen de twee ploegen ondertekend. De nieuwe naam is Team LottoNL-Jumbo. De ploeg reed sinds 1 januari 2015 onder de nieuwe naam.
Door een groot aantal aflopende contracten nam Team LottoNL-Jumbo afscheid van 12 (van de 30) renners, onder wie Dennis van Winden en de kopmannen Lars Boom en Bauke Mollema. Naast de 18 renners die uit de Belkin Pro Cycling ploeg overkwamen, kwamen van het Rabobank Development Team de Nederlanders Bert-Jan Lindeman, Mike Teunissen & Timo Roosen, verder ook de Belgen Tom Van Asbroeck van Topsport Vlaanderen-Baloise & Kevin De Weert van Omega Pharma-Quick Step plus de Nieuw-Zeelander George Bennett van Cannondale Pro Cycling Team. In januari werd het team nog aangevuld met Brian Bulgac. En nadat Kevin De Weert in mei 2015 bekendmaakte te stoppen met wielrennen, werd de Nederlander Dennis van Winden teruggehaald.

### Team Jumbo-Visma
In het 2019 seizoen ging de wielerploeg verder als Team Jumbo-Visma, nadat de Noorse softwaregroep Visma in december 2018 LottoNL had vervangen. In de periode die volgde onder deze nieuwe naam behaalde de ploeg haar grootste successen. Ze won de Ronde van Spanje in 2019, 2020 en 2021 met Primož Roglič. In 2019, 2020 en 2021 wist de ploeg een podiumplaats te behalen in de Ronde van Frankrijk. Een eindoverwinning van deze grote ronde bleef nog altijd uit. In 2022 lukte het de ploeg voor het eerst deze ronde op haar naam te schrijven. Met kopman Jonas Vingegaard werd het eindklassement gewonnen, een ambitie die de ploeg al 20 jaar eerder voor het eerst had uitgesproken. In 2023 won de ploeg alle 3 de grote rondes, de Ronde van Italië met Primož Roglič, de Ronde van Frankrijk met Jonas Vingegaard en de Ronde van Spanje met Sepp Kuss.

### Team Visma|Lease a Bike
Met ingang van 2024 nam Jumbo afscheid als hoofdsponsor en stapte Pon Holdings in als hoofdsponsor met haar merknaam Lease a Bike. Het afscheid van Jumbo betekende ook het einde van de samenwerking met de schaatsploeg. Het voorjaar werd ontsierd door zware vallen van kopmannen Wout van Aert in Dwars door Vlaanderen en Jonas Vingegaard in de Ronde van het Baskenland. Desondanks stonden beide renners aan de start van de Tour en besloot de ploeg de Tour de France van 2024 met ritzege en tweede plaats in het eindklassement van Vingegaard en de tweede plaats in het ploegenklassement. Voor 2025 versterkte de ploeg zich met Simon Yates, winnaar van de Vuelta van 2018, die aangewezen werd als kopman voor de Giro. Met Jonas Vingegaard wordt gemikt op de eindzege in de Tour en de Vuelta.

## Teamstructuur
De wielerploeg Team Jumbo-Visma handelde van 2014 tot 2024 onder dezelfde naam als de schaatsploeg Team Jumbo-Visma. Beide teams waren dochtermaatschappijen van Team Oranje B.V. Onderstaand de teamstructuur:
|                            |                            |                            |                            | Team Oranje B.V            |                            |  |  |                                    |                      |                      |                      |                      |                      |  |  |  |  |  |  |  |  |  |  |  |  |
|                            |                            |                            |                            |                            |                            |  |  |                                    |                      |                      |                      |                      |                      |  |  |  |  |  |  |  |  |  |  |  |  |
|                            |                            |                            |                            |                            |                            |  |  |                                    |                      |                      |                      |                      |                      |  |  |  |  |  |  |  |  |  |  |  |  |
| Blanco Pro Cycling Team BV | Blanco Pro Cycling Team BV | Blanco Pro Cycling Team BV | Blanco Pro Cycling Team BV | Blanco Pro Cycling Team BV | Blanco Pro Cycling Team BV |  |  | The Speed Skating BV               | The Speed Skating BV | The Speed Skating BV | The Speed Skating BV | The Speed Skating BV | The Speed Skating BV |  |  |  |  |  |  |  |  |  |  |  |  |
| Blanco Pro Cycling Team BV | Blanco Pro Cycling Team BV | Blanco Pro Cycling Team BV | Blanco Pro Cycling Team BV | Blanco Pro Cycling Team BV | Blanco Pro Cycling Team BV |  |  | The Speed Skating BV               | The Speed Skating BV | The Speed Skating BV | The Speed Skating BV | The Speed Skating BV | The Speed Skating BV |  |  |  |  |  |  |  |  |  |  |  |  |
|                            |                            |                            |                            |                            |                            |  |  | The Speed Skating Development B.V. |                      |                      |                      |                      |                      |  |  |  |  |  |  |  |  |  |  |  |  |

Stuctuur tot medio 2020
|                                      |                                      |                                      |                                      | Team Oranje B.V                      |                                      |  |  |                                  |                                  |                                  |                                  |                                  |                                  |  |  |  |  |  |  |  |  |  |  |  |  |
|                                      |                                      |                                      |                                      |                                      |                                      |  |  |                                  |                                  |                                  |                                  |                                  |                                  |  |  |  |  |  |  |  |  |  |  |  |  |
|                                      |                                      |                                      |                                      |                                      |                                      |  |  |                                  |                                  |                                  |                                  |                                  |                                  |  |  |  |  |  |  |  |  |  |  |  |  |
| Team Oranje Road BV                  | Team Oranje Road BV                  | Team Oranje Road BV                  | Team Oranje Road BV                  | Team Oranje Road BV                  | Team Oranje Road BV                  |  |  | Team Oranje Ice BV               | Team Oranje Ice BV               | Team Oranje Ice BV               | Team Oranje Ice BV               | Team Oranje Ice BV               | Team Oranje Ice BV               |  |  |  |  |  |  |  |  |  |  |  |  |
| Team Oranje Road BV                  | Team Oranje Road BV                  | Team Oranje Road BV                  | Team Oranje Road BV                  | Team Oranje Road BV                  | Team Oranje Road BV                  |  |  | Team Oranje Ice BV               | Team Oranje Ice BV               | Team Oranje Ice BV               | Team Oranje Ice BV               | Team Oranje Ice BV               | Team Oranje Ice BV               |  |  |  |  |  |  |  |  |  |  |  |  |
| Team Oranje Development Road CX B.V. | Team Oranje Development Road CX B.V. | Team Oranje Development Road CX B.V. | Team Oranje Development Road CX B.V. | Team Oranje Development Road CX B.V. | Team Oranje Development Road CX B.V. |  |  | Team Oranje Development Ice B.V. | Team Oranje Development Ice B.V. | Team Oranje Development Ice B.V. | Team Oranje Development Ice B.V. | Team Oranje Development Ice B.V. | Team Oranje Development Ice B.V. |  |  |  |  |  |  |  |  |  |  |  |  |

Het bestuur van Blanco Pro Cycling Team BV bestaat uit RichSports B.V. (Richard Plugge) en Team Oranje B.V.

Het Blanco Pro Cycling Team B.V. handelt onder de volgende handelsnamen:
- Team Jumbo-Visma
- Team Jumbo-Visma Development Team
- Team Jumbo-Visma UCI World Team
- Team Jumbo-Visma Academy
- Team Jumbo-Visma Professional Women's Cycling Team
- Team Jumbo-Visma Women Team.[31]:

## Renners

### Huidig
- Jonas Vingegaard (2019–heden)
- Wout van Aert (2019–heden)
- Edoardo Affini (2021-heden)
- Dylan van Baarle (2023-heden)
- Niklas Behrens (2025-heden)
- Tiesj Benoot (2022–heden)
- Loe van Belle (2024-heden)
- Matthew Brennan (2024-heden)
- Victor Campenaerts (2025-heden)
- Thomas Gloag (2023-heden)
- Tijmen Graat (2022-heden)
- Menno Huising (2023-heden)
- Matteo Jorgenson (2024-heden)
- Wilco Kelderman (2012-2020, 2023-heden)
- Olav Kooij (2020–heden)
- Steven Kruijswijk (2010–heden)
- Sepp Kuss (2018–heden)
- Christophe Laporte (2022–heden)
- Bart Lemmen (2024-heden)
- Daniel McLay (2025-heden)
- Per Strand Hagenes (2024-heden)
- Ben Tulett (2024-heden)
- Cian Uijtdebroeks (2024-heden)
- Attila Valter (2023-heden)
- Tosh Van der Sande (2022–heden)
- Julien Vermote (2024-heden)
- Simon Yates (2025-heden)
- Axel Zingle (2025-heden)
- Jørgen Nordhagen (2024-heden)

## Belangrijke overwinningen en prestaties

### Grote rondes
| Jaar | Ronde van Italië                           | Ronde van Italië                           | Ronde van Frankrijk                               | Ronde van Frankrijk                                                            | Ronde van Spanje                                                   | Ronde van Spanje                                                 |
| Jaar | hoogste klassering                         | etappewinst                                | hoogste klassering                                | etappewinst                                                                    | hoogste klassering                                                 | etappewinst                                                      |
| ---- | ------------------------------------------ | ------------------------------------------ | ------------------------------------------------- | ------------------------------------------------------------------------------ | ------------------------------------------------------------------ | ---------------------------------------------------------------- |
| 1996 | geen deelname                              | geen deelname                              | 21e Vjatsjeslav Jekimov                           | 6e Michael Boogerd 13e Rolf Sørensen                                           | geen deelname                                                      | geen deelname                                                    |
| 1997 | geen deelname                              | geen deelname                              | 13e Peter Luttenberger                            |                                                                                | 65e Koos Moerenhout                                                | 18e Léon van Bon 22e Max van Heeswijk                            |
| 1998 | geen deelname                              | geen deelname                              | 5e Michael Boogerd                                | 9e Léon van Bon                                                                | 49e Michael Boogerd                                                |                                                                  |
| 1999 | geen deelname                              | geen deelname                              | 56e Michael Boogerd                               | 20e Robbie McEwen                                                              | 20e Niki Aebersold                                                 |                                                                  |
| 2000 | 68e Niki Aebersold                         |                                            | 24e Grischa Niermann Erik Dekker                  | 6e Léon van Bon 8e, 11e en 17e Erik Dekker                                     | geen deelname                                                      | geen deelname                                                    |
| 2001 | geen deelname                              | geen deelname                              | 10e Michael Boogerd                               | 2e Marc Wauters 8e Erik Dekker                                                 | 31e Beat Zberg                                                     | 13e Beat Zberg                                                   |
| 2002 | 17e Michael Boogerd                        |                                            | 8e Levi Leipheimer                                | 8e Karsten Kroon 16e Michael Boogerd                                           | geen deelname                                                      | geen deelname                                                    |
| 2003 | geen deelname                              | geen deelname                              | 28e Grischa Niermann                              |                                                                                | 7e Michael Rasmussen                                               | 7e Michael Rasmussen                                             |
| 2004 | geen deelname                              | geen deelname                              | 9e Levi Leipheimer                                |                                                                                | 48e Thorwald Veneberg                                              | 6e Óscar Freire                                                  |
| 2005 | 21e Aleksandr Kolobnev                     |                                            | 7e Michael Rasmussen                              | 8e Pieter Weening 9e Michael Rasmussen                                         | Denis Mensjov · Denis Mensjov                                      | 1e Denis Mensjov 9e Denis Mensjov                                |
| 2006 | 53e Theo Eltink                            |                                            | 5e Denis Mensjov Michael Rasmussen                | 5e en 9e Óscar Freire 11e Denis Mensjov 16e Michael Rasmussen                  | 24e Theo Eltink                                                    |                                                                  |
| 2007 | 48e Michael Rasmussen                      |                                            | 12e Michael Boogerd 35e Erik Dekker               | 8e en 16e Michael Rasmussen                                                    | Denis Mensjov                                                      | 2e, 5e en 6e Óscar Freire 10e Denis Mensjov                      |
| 2008 | 5e Denis Mensjov                           |                                            | 4e Denis Mensjov Óscar Freire                     | 14e Óscar Freire                                                               | 7e Robert Gesink                                                   | 11e Óscar Freire                                                 |
| 2009 | Denis Mensjov                              | 5e en 12e Denis Mensjov                    | 51e Denis Mensjov 60e Laurens ten Dam             | 20e Juan Manuel Gárate                                                         | 6e Robert Gesink                                                   | 15e Lars Boom                                                    |
| 2010 | 12e Bauke Mollema                          |                                            | Denis Mensjov · 4e Robert Gesink                  |                                                                                | 41e Denis Mensjov                                                  |                                                                  |
| 2011 | 9e Steven Kruijswijk                       | 5e Pieter Weening                          | 33e Robert Gesink                                 | 9e Luis León Sánchez                                                           | Bauke Mollema · Bauke Mollema                                      |                                                                  |
| 2012 | 30e Tom-Jelte Slagter                      |                                            | 28e Laurens ten Dam                               | 14e Luis León Sánchez                                                          | 6e Robert Gesink 8e Laurens ten Dam                                |                                                                  |
| 2013 | 17e Wilco Kelderman                        |                                            | 6e Bauke Mollema                                  |                                                                                | 52e Bauke Mollema                                                  | 17e Bauke Mollema                                                |
| 2014 | 7e Wilco Kelderman                         |                                            | 9e Laurens ten Dam 10e Bauke Mollema              | 5e Lars Boom                                                                   | 14e Wilco Kelderman                                                |                                                                  |
| 2015 | 7e Steven Kruijswijk                       |                                            | 6e Robert Gesink                                  |                                                                                | 37e George Bennett                                                 | 7e Bert-Jan Lindeman                                             |
| 2016 | 4e Steven Kruijswijk                       | 9e Primož Roglič                           | 32e Wilco Kelderman                               |                                                                                | 10e George Bennett                                                 | 14e Robert Gesink                                                |
| 2017 | 23e Stef Clement                           | 21e Jos van Emden                          | 38e Primož Roglič                                 | 17e Primož Roglič 21e Dylan Groenewegen                                        | 9e Steven Kruijswijk                                               |                                                                  |
| 2018 | 8e George Bennett                          | 5e Enrico Battaglin                        | 4e Primož Roglič 5e Steven Kruijswijk             | 7e en 8e Dylan Groenewegen 19e Primož Roglič                                   | 4e Steven Kruijswijk                                               |                                                                  |
| 2019 | ↑ Primož Roglič                            | 1e en 9e Primož Roglič                     | ↑ Steven Kruijswijk                               | 1e Mike Teunissen 2e ploegentijdrit 7e Dylan Groenewegen 10e Wout van Aert     | ↑ Primož Roglič                                                    | 10e Primož Roglič 15e Sepp Kuss                                  |
| 2020 | als ploeg uit ronde gestapt vanwege corona | als ploeg uit ronde gestapt vanwege corona | ↑ Primož Roglič                                   | 4e Primož Roglič 5e en 7e Wout van Aert                                        | ↑ Primož Roglič                                                    | 1e, 8e, 10e en 13e Primož Roglič                                 |
| 2021 | 9e Tobias Foss                             |                                            | ↑ Jonas Vingegaard                                | 11e, 20e en 21e Wout van Aert 15e Sepp Kuss                                    | ↑ Primož Roglič                                                    | 1e, 11e, 17e en 21e Primož Roglič                                |
| 2022 | 20e Sam Oomen Koen Bouwman                 | 7e en 19e Koen Bouwman                     | ↑ Jonas Vingegaard Wout van Aert Jonas Vingegaard | 4e, 8e en 20e Wout van Aert 11e en 18e Jonas Vingegaard 19e Christophe Laporte | 30e Sam Oomen                                                      | 1e ploegentijdrit 4e Primož Roglič                               |
| 2023 | ↑ Primož Roglič                            | 20e Primož Roglič                          | ↑ Jonas Vingegaard Ploegenklassement              | 16e Jonas Vingegaard                                                           | ↑ Sepp Kuss · Jonas Vingegaard · Primož Roglič · Ploegenklassement | 6e Sepp Kuss 8e en 17e Primož Roglič 13e en 16e Jonas Vingegaard |
| 2024 | 22e Attila Valter                          | 9e Olav Kooij                              | ↑ Jonas Vingegaard                                | 11e Jonas Vingegaard                                                           | 14e Sepp Kuss                                                      | 3e, 7e en 10e Wout van Aert                                      |
| 2025 | ↑ Simon Yates                              | 9e Wout van Aert 12e en 21e Olav Kooij     | ↑ Jonas Vingegaard · Ploegenklassement            | 10e Simon Yates 21e Wout van Aert                                              |                                                                    |                                                                  |

Eindoverwinningen
3x Algemeen klassement Ronde van Italië -  2009 Denis Mensjov, 2023 Primož Roglič, 2025 Simon Yates
2x Algemeen klassement Ronde van Frankrijk - 2022 en 2023 Jonas Vingegaard
5x Algemeen klassement Ronde van Spanje - 2007 Denis Mensjov, 2019, 2020 en 2021 Primož Roglič, 2023 Sepp Kuss
Nevenklassementen
1x Puntenklassement Ronde van Italië - 2009 Denis Mensjov
1x Bergklassement Ronde van Italië - 2022 Koen Bouwman
2x Puntenklassement Ronde van Frankrijk - 2008 Óscar Freire, 2022 Wout van Aert
3x Bergklassement Ronde van Frankrijk - 2005 en  2006 Michael Rasmussen, 2022 Jonas Vingegaard
2x Ploegenklassement Ronde van Frankrijk - 2023 en 2025
2x Prijs van de Strijdlust Ronde van Frankrijk - 2000 Erik Dekker, 2022 Wout van Aert
3x Puntenklassement Ronde van Spanje - 2011 Bauke Mollema, 2019 en 2020 Primož Roglič
1x Bergklassement Ronde van Spanje - 2007 Denis Mensjov
1x Ploegenklassement Ronde van Spanje -  2023
2x Combinatieklassement Ronde van Spanje - 2005 en 2007 Denis Mensjov

### Overige
1996
Algemeen klassement Ronde van Nederland: Rolf Sørensen
1997
Algemeen klassement Ronde van Nederland: Erik Dekker
 HEW-Cyclassics-Cup: Léon van Bon
 Ronde van Vlaanderen: Rolf Sørensen
1998
Algemeen klassement Ronde van Nederland: Rolf Sørensen
1999
Algemeen klassement Parijs-Nice: Michael Boogerd
Algemeen klassement Ronde van Luxemburg: Marc Wauters
Algemeen klassement Ronde van Groot-Brittannië: Marc Wauters
 Amstel Gold Race: Michael Boogerd
 Ronde van Emilia: Michael Boogerd
 Parijs-Tours: Marc Wauters
2000
Algemeen klassement Ronde van Nederland: Erik Dekker
 Clásica San Sebastián: Erik Dekker
2001
Algemeen klassement Ronde van Andalusië: Erik Dekker
 Wereldbeker: Erik Dekker
 Grote Prijs Eddy Merckx: Erik Dekker en Marc Wauters
 Amstel Gold Race: Erik Dekker
2002
Algemeen klassement Tirreno-Adriatico: Erik Dekker
2004
Algemeen klassement Ronde van Nederland: Erik Dekker
 Wereldkampioenschap op de weg: Óscar Freire
 Grote Prijs Eddy Merckx: Thomas Dekker en Koen de Kort
 Parijs-Tours: Erik Dekker
 Milaan-San Remo: Óscar Freire
2005
Algemeen klassement Tirreno-Adriatico: Óscar Freire
2006
Algemeen klassement Tirreno-Adriatico: Thomas Dekker
 Vattenfall Cyclassics: Óscar Freire
2007
Algemeen klassement Ronde van Andalusië: Óscar Freire
Algemeen klassement Ster ZLM Toer: Sebastian Langeveld
Algemeen klassement Ronde van Romandië: Thomas Dekker
 Wereldkampioenschap tijdrijden voor beloften: Lars Boom
 Milaan-San Remo: Óscar Freire
2008
Algemeen klassement Ronde van Luxemburg: Joost Posthuma
Algemeen klassement Driedaagse van De Panne-Koksijde: Joost Posthuma
 Gent-Wevelgem: Óscar Freire
2009
Algemeen klassement Ronde van Andalusië: Joost Posthuma
Algemeen klassement Ronde van Murcia: Denis Mensjov
Algemeen klassement Ronde van België: Lars Boom
 Ronde van Emilia: Robert Gesink
2010
 Ronde van Emilia: Robert Gesink
 Parijs-Tours: Óscar Freire
 Grote Prijs van Montreal: Robert Gesink
 Milaan-San Remo: Óscar Freire
2011
Algemeen klassement Ronde van Groot-Brittannië: Lars Boom
Algemeen klassement Ronde van Oman: Robert Gesink
 Omloop Het Nieuwsblad: Sebastian Langeveld
2012
Algemeen klassement Ronde van Californië: Robert Gesink
Algemeen klassement Eneco Tour: Lars Boom
 Clásica San Sebastián: Luis León Sánchez
2013
Algemeen klassement Ster ZLM Toer: Lars Boom
Algemeen klassement Tour Down Under: Tom-Jelte Slagter
Algemeen klassement Ronde van Denemarken: Wilco Kelderman
Algemeen klassement Ronde van Luxemburg: Paul Martens (2013)
 Grote Prijs van Quebec: Robert Gesink
2017
Algemeen klassement Ronde van Groot-Brittannië: Lars Boom
Algemeen klassement Ronde van Californië: George Bennett
2018
Algemeen klassement Ronde van Romandië: Primož Roglič
2019
Algemeen klassement Ster ZLM Toer: Mike Teunissen
Algemeen klassement Ronde van Romandië: Primož Roglič
Algemeen klassement BinckBank Tour: Laurens De Plus
Algemeen klassement Tirreno-Adriatico: Primož Roglič
2020
 Luik-Bastenaken-Luik: Primož Roglič
 Milaan-San Remo: Wout van Aert
2021
Algemeen klassement Ronde van Groot-Brittannië: Wout van Aert
 Amstel Gold Race: Wout van Aert
 Gent-Wevelgem: Wout van Aert
2022
Algemeen klassement Parijs-Nice: Primož Roglič
Algemeen klassement Critérium du Dauphiné: Primož Roglič
 Omloop Het Nieuwsblad: Wout van Aert
 E3 Saxo Bank Classic: Wout van Aert
2023
Algemeen klassement Critérium du Dauphiné: Jonas Vingegaard
Algemeen klassement Ronde van het Baskenland: Jonas Vingegaard
Algemeen klassement Tirreno-Adriatico: Primož Roglič
Algemeen klassement Ronde van Catalonië: Primož Roglič
 E3 Saxo Bank Classic: Wout van Aert
 Omloop Het Nieuwsblad: Dylan van Baarle
 Kuurne-Brussel-Kuurne: Tiesj Benoot
 Dwars door Vlaanderen: Christophe Laporte
 Gent-Wevelgem: Christophe Laporte
2024
Algemeen klassement Tirreno-Adriatico: Jonas Vingegaard
Algemeen klassement Parijs-Nice: Matteo Jorgenson
Algemeen klassement Ronde van Polen: Jonas Vingegaard
 Dwars door Vlaanderen: Matteo Jorgenson
 Omloop Het Nieuwsblad: Jan Tratnik
 Kuurne-Brussel-Kuurne: Wout van Aert
2025
Algemeen klassement Parijs-Nice: Matteo Jorgenson